# NGC 2277
NGC 2277 là cụm sao mở trong chòm sao Song Tử. Nó được quan sát lần đầu tiên vào ngày 20 tháng 4 năm 1865 bởi nhà thiên văn học người Đức, ông Heinrich Louis.  Tuy nhiên, nó chỉ đơn giản là một thiên thạch được hình thành bởi một số ngôi sao trên bầu trời xuất hiện gần nhau.